# DEADBOLT

Deadbolt — стелс-екшен сайд-скролер розроблений компанією Hopoo Games, яка також створила Risk of Rain, Risk of Rain 2 та розробляє Risk of Rain Returns. Гра була випущена як демо 19 квітня 2015 року, а офіційно в Steam для Microsoft Windows 14 березня 2016 року Версії для Linux і Mac OS X також були доступні через кілька місяців. 25 жовтня 2018 року була випущена версія для Nintendo Switch.

## Ігровий процес

Дім Женця, де гравець бере завдання, купує нову зброю та оглядає місії з записами.

Deadbolt — це гібрид стелс-екшену, який дозволяє вам взяти під контроль Женця, щоб придушити нещодавнє повстання нежиті. В грі гравці виконують місії, які їм дає таємничий камін, стаючи втіленням смерті, маючи у своєму розпорядженні широкий арсенал.
У центрі гри — персонаж гравця, Жнець, який проходить три глави з дев'яти рівнів, наповнених ордами нежиті, яких він повинен убити. У грі можна побачити чотири типи нежиті: зомбі, вампіри, скелети (також відомі як Спустошені) і демони. Кожен набір рівнів базується на типі нежиті: перший набір із дев'яти рівнів зосереджений на зомбі, наступний набір — на вампірах, а останній — на Спустошених та демонах. Хоча існує лише чотири основні категорії ворогів, існує понад тридцять п'ять справжніх типів ворогів. Рівні варіюються від різних умов, які ви очікуєте побачити в темному, сповненому злочинності світі: від занедбаних будинків у гетто до нічних клубів, покинутих складів і доків. Гра також містить редактор карт, де рівнями можна ділитися в майстерні Steam.
Цілі відрізняються від рівня до рівня. Іноді гравцеві доручають вбити лідерів банди, розслідувати таємниці або, можливо, просто всіх вбити; що б це не було, немає єдиного способу зробити це. На рівнях немає встановлених шляхів або послідовностей, що дає гравцеві свободу проходити їх будь-яким способом, якщо досягнуто головної мети. Після завершення рівня Жнець повертається до своєї машини та назад до свого безпечного будинку, де він отримує душі, які є грошовою одиницею гри. Потім гравець може витратити ці душі у Харона, щоб отримати нову зброю для виконання своїх місій. Однак душі нараховуються лише під час першого проходження рівня, і за одну гру не вистачить душ, щоб купити усю зброю, що змушує гравця вибирати з розумом. На додаток до зброї, яку Жнець бере з собою на місію, він може використовувати різну зброю, що лежить на карті, або взяти її у переможених ворогів.
На всіх рівнях Жнець може випадковим чином отримувати касети, вбиваючи певні типи ворогів. Ці касети, які містять особисті історії жертв Женця, можна прослухати в безпечному домі, таким чином даючи гравцеві можливість глибше зазирнути у світ гри.